# 共喰いの村
『共喰いの村』（ともぐいのむら）は日本のロックバンド、マリア観音の3枚目のアルバム。平山裕士が運営する自身のレーベル「エレクトレコード」より1993年にリリースされた。

## 解説
- プロデュースは木幡東介。
- ジャケットはデザイン：菫　舎、写真：ふくながりょうこが手掛けた。
- ベースの後藤が脱退したため、今作では木幡がベースを演奏している。
- 「懺悔の風呂場」では次作からメンバーとなる小森がオルガンでゲスト参加している。
- 発表時の木幡自らの解説にファンカデリック、スライ&ザ・ファミリー・ストーン等の名前が登場するなどファンクの要素が加わった。[2]。

## 収録曲
1. 独り遊び (1:25)
2. 被虐の嵐 (4:18)
3. 木の葉やもり (4:48)
4. 懺悔の風呂場 (2:30)
『髑髏』、木幡東介ソロ『懺悔の風呂場』で再録音されている。
5. 共喰いの村 (3:39)
コンピレーション・アルバム『マリア観音』収録曲の再録音版。
6. 徒花 (3:41)
7. 愛されてみたくて (4:51)
8. 切り傷だらけで (4:31)
9. 根腐れ (4:08)
10. 犬死に (3:11)
『髑髏』で再録音されている。

（作詞・作曲：木幡東介）

## 参加メンバー
- 木幡東介：ヴォーカル/ギター/アコースティック・ギター (#1,#2,#7,#9,#10)/ベース (#1以外)/ドラム (#4,#7)/パーカッション (#2,#4,#7)/フルート (#9)/尺八 (#2,#5)
- 松居徹：ギター (#1.#9以外)
- 平野勇：ドラム (#1,#9以外)

ゲスト
- 南里早紀子：コーラス (#3,#8)
- 小森雅彰：オルガン (#4)